# Курбанов Магомед Арсенович
Магомед Арсенович Курбанов (азерб. Məhəmməd Qurbanov; нар. 11 квітня 1992, Краснодон, Луганська область, УРСР) — російський та азербайджанський футболіст українського походження, півзахисник. Колишній гравець національної збірної Азербайджану.

## Клубна кар'єра
З 2009 року гравець молодіжного складу «Ростова». Дебютував у чемпіонаті Росії з футболу серед команд клубів Прем'єр-Ліги 2012/2013 в 19-му турі, в матчі проти «Краснодара», вийшовши на заміну замість Дмитра Полоза на 82-й хвилині. Ця гра залишилася єдиною для Курбанова в складі «Ростова».
Восени 2013 року виступав у другому дивізіоні Росії за «Таганрог», а 31 січня 2014 року підписав 2-річний контракт з аутсайдером чемпіонату Азербайджану — ФК «Сумгаїт».
11 жовтня 2017 року підписав контракт з «Кяпазом» до завершення сезону 2017/18 років, але залишив клуб з власної ініціативи 2 січня 2018 року. 6 лютого 2018 року Курбанов підписав контракт із «Сабахом».

## Кар'єра в збірній
У 2008 році залучався до складу юнацької збірної Азербайджану (U-17), де взяв участь у кваліфікаційному раунді Чемпіонату Європи.
У 2014 році призваний до складу молодіжної збірної Азербайджану, для участі в кваліфікаційному матчі Чемпіонату Європи УЄФА проти збірної Уельсу, який відбувся в Баку 1 червня 2014 року.
У жовтні 2014 року отримав виклик в першу збірну Азербайджану на відбіркові матчі чемпіонату Європи проти Італії і Хорватії, в обох матчах залишався в запасі. 7 червня 2015 року дебютував за збірну в гостьовому матчі проти Сербії, відігравши весь перший тайм.

## Статистика виступів

### Клубна
Станом на 14 грудня 2017
| Клуб                  | Сезон             | Ліга                      | Ліга  | Ліга | Нац. кубок | Нац. кубок | Конт. кубок | Конт. кубок | Інші  | Інші | Загалом | Загалом |
| Клуб                  | Сезон             | Дивізіон                  | Матчі | Голи | Матчі      | Голи       | Матчі       | Голи        | Матчі | Голи | Матчі   | Голи    |
| --------------------- | ----------------- | ------------------------- | ----- | ---- | ---------- | ---------- | ----------- | ----------- | ----- | ---- | ------- | ------- |
| «Ростов»              | 2012–13           | Прем'єр-ліга Росії        | 1     | 0    | 0          | 0          | –           | –           | –     | –    | 1       | 0       |
| «Таганрог»            | 2013–14           | ПФЛ                       | 12    | 0    | 0          | 0          | –           | –           | –     | –    | 12      | 0       |
| «Сумгаїт»             | 2013–14           | Прем'єр-ліга Азербайджану | 14    | 5    | 0          | 0          | —           | —           | —     | —    | 14      | 5       |
| «Сумгаїт»             | 2014–15           | Прем'єр-ліга Азербайджану | 31    | 13   | 0          | 0          | —           | —           | —     | —    | 31      | 13      |
| «Сумгаїт»             | 2015–16           | Прем'єр-ліга Азербайджану | 0     | 0    | 0          | 0          | —           | —           | —     | —    | 0       | 0       |
| «Сумгаїт»             | 2016–17           | Прем'єр-ліга Азербайджану | 22    | 2    | 2          | 1          | —           | —           | —     | —    | 24      | 3       |
| «Сумгаїт»             | Загалом           | Загалом                   | 67    | 20   | 2          | 1          | -           | -           | -     | -    | 69      | 21      |
| «Нефтчі» (Б) (оренда) | 2015–16           | Прем'єр-ліга Азербайджану | 13    | 0    | 1          | 1          | 2           | 0           | —     | —    | 16      | 1       |
| «Кяпаз»               | 2017–18           | Прем'єр-ліга Азербайджану | 6     | 0    | 1          | 0          | —           | —           | —     | —    | 7       | 0       |
| Усього за кар'єру     | Усього за кар'єру | Усього за кар'єру         | 99    | 20   | 4          | 2          | 2           | 0           | -     | -    | 105     | 22      |

### У збірній

#### По матчах
| Дата      | Місто         | Господарі   | Результат | Гості       | Турнір            | Голи | Примітки |
| --------- | ------------- | ----------- | --------- | ----------- | ----------------- | ---- | -------- |
| 7-6-2015  | Санкт-Пельтен | Сербія      | 4 – 1     | Азербайджан | товариський матч  | -    | 46'      |
| 12-6-2015 | Осло          | Норвегія    | 0 – 0     | Азербайджан | Відбір до ЧЄ 2016 | -    | 93'      |
| 3-9-2015  | Баку          | Азербайджан | 0 – 0     | Хорватія    | Відбір до ЧЄ 2016 | -    | 63'      |
| Усього    |               | Матчів      | 3         |             | Голів             | 0    |          |

#### По роках
| національна збірна Азербайджану | національна збірна Азербайджану | національна збірна Азербайджану |
| Рік                             | Матчі                           | Голи                            |
| ------------------------------- | ------------------------------- | ------------------------------- |
| 2015                            | 3                               | 0                               |
| Загалом                         | 3                               | 0                               |